# グロリア (歌手)
グロリア（ブルガリア語:Глория / Gloria）、本名ガリーナ・パネヴァ・イヴァノヴァ（Галина Пенева Иванова / Galina Peneva Ivanova、1973年6月28日 - ）は、ブルガリア共和国北部ルセ出身のポップ・フォーク歌手である。
1994年のデビューアルバムShtastieto e Magiyaは、ブルガリア最大手のレコード会社パイネルが手がけた最初のアルバムであり、以来そのキャリアをパイネルとともに歩み続けてきた彼女は、「ブルガリア・ポップ・フォークの母」と形容される。

## ディスコグラフィー

### アルバム
- Shtastieto e Magiya (幸せは魔法), 1994年
- Za Dobro ili Zlo  (正義、または悪のために), 1995年
- Angel s Dyavolska Dusha  (悪魔の心を持った天使), 1996年
- Nostalgiya  (ノスタルジア), 1997年
- 100% Zhena  (100% ウーマン), 1998年
- Gloria - The Best, 1999年
- 12 Diyamanta  (12個のダイアモンド), 2000年
- Iluziya  (幻術), 2001年
- Krepost  (要塞), 2003年
- 10 Godini  (10年), 2004年
- Vlyubena v Zhivota  (命への愛), 2005年
- Blagodarya (ありがとう), 2007年
- Imam nuzhda ot teb, 2011年
- Pateki, 2013年
- Pasechni kuli, 2015年